# Urr Ida
Urr Ida (Kassa, 1904. november 25. – Budapest, 1989. augusztus 2.) költő, orvos.

## Élete
Középiskolai tanulmányait szülővárosában végezte. Ezután a pécsi Erzsébet Tudományegyetem hallgatója lett, majd a budapesti Pázmány Péter Tudományegyetemen 1929. november 23-án avatták orvosdoktorrá.
Kezdetben Csehszlovákiában, később Budapesten dolgozott belgyógyászként. A második világháború végén a Svéd Vöröskereszt orvosa volt, több száz üldözött életét mentette meg. 1945-től belgyógyász főorvos volt.
Első versei 19 éves korában jelentek meg önálló kötetben és mivel a kritika pozitívan fogadta, lehetőségei kiszélesedtek. Versei jelentek meg a Prágai Magyar Hírlapban, Kassai Naplóban, Kassai Újságban, Nyitramegyei Szemlében, Sajó Vidékben, Mi Lapunkban, Barsban, Határszéli Újságban, Pécsi Naplóban, Dunántúlban, Pesti Naplóban, Újságban, Napkeletben, Keresztmetszetben, Magyar Kultúrában, Életben, Válaszban, különböző antológiákban és másutt. Költészetére az avantgárd törekvések a jellemzőek, megpróbált új utakat keresni a magyar költészetben. A második világháború alatt írt verseiben a fasiszta barbárság ellen tiltakozott.
1926-ban tartotta első szerzői estjét Eperjesen, 1930-ban pedig Rimaszombatban. Tagja lett a kassai Kazinczy Társaságnak.

## Művei
- Zokogások (versek, 1923)
- Bíborkehely (versek, 1925)
- Kormozott lámpással (lírai eposz, 1927)
- Szent pokol (versek, 1930)
- Nincs kenyér (versek, 1936)
- Itt az írás (versek, 1940)
- A fényrács mágiája. Válogatott és új versek (1980)
- Hernádparti himnuszok; Városi Tanács Művelődési Osztály, Encs, 1985
- A fényrács mágiája. Válogatott és új versek; 2. bőv. kiad.; Magvető, Budapest, 1989

## Díjai, elismerései
- Aranydiploma (1979)